# CFHR5
CFHR5‏ (Complement factor H related 5) هوَ بروتين يُشَفر بواسطة جين CFHR5 في الإنسان.